# Chelsea Flower Show

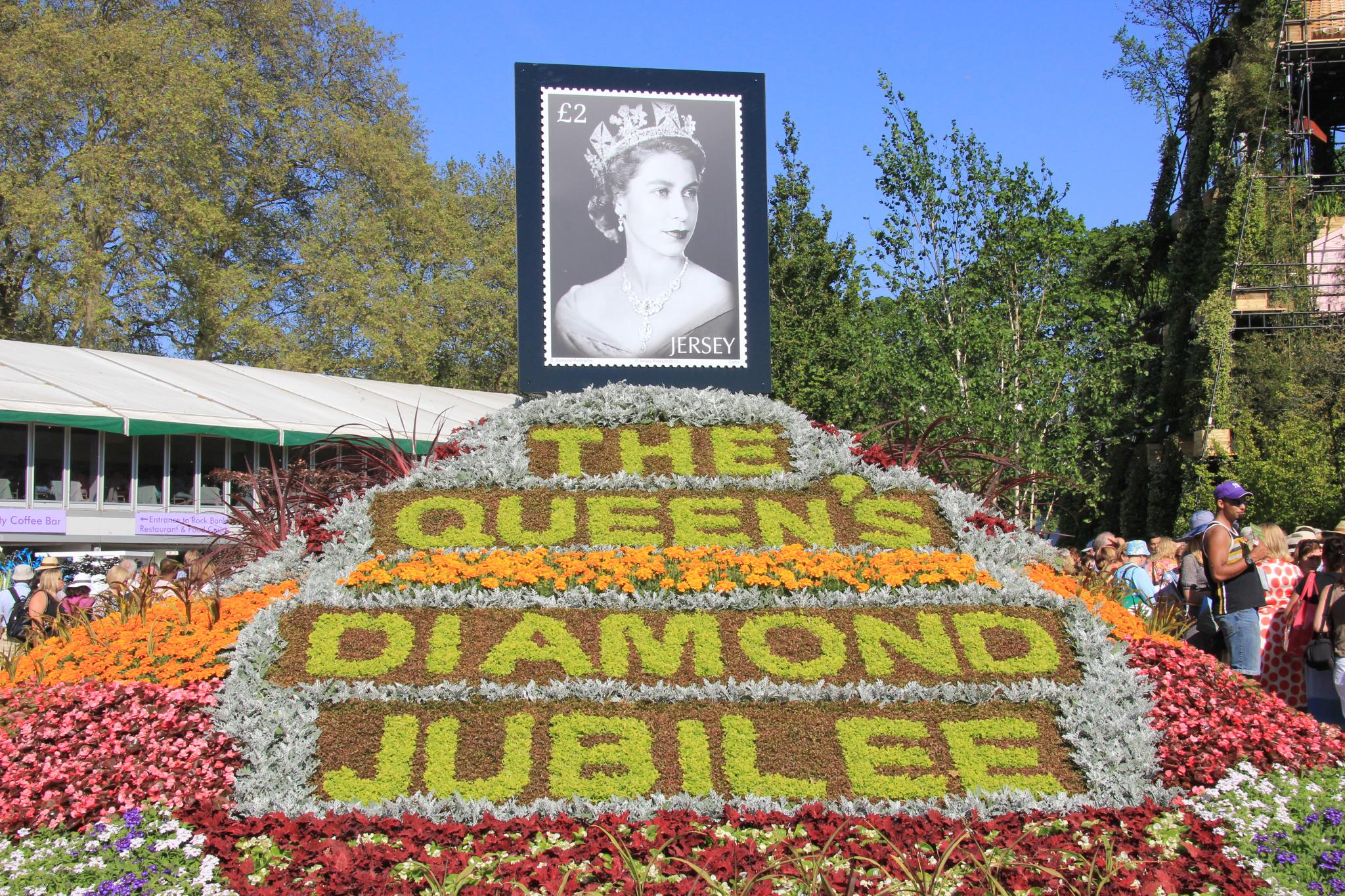
Chelsea Flower Show 2012

Die Chelsea Flower Show ist eine jährliche Gartenschau in London. Sie wird von der Royal Horticultural Society (RHS) veranstaltet und findet an fünf Tagen im Mai im Royal Hospital im Londoner Stadtteil Chelsea auf einer Fläche von 4,5 Hektar statt.

## Geschichte
Die erste RHS-Gartenausstellung wurde 1827 in Chiswick im dortigen Garten der Gesellschaft abgehalten und durch John Lindley und Jeremy Bentham organisiert. Ausstellungen fanden dort mehr oder weniger regelmäßig bis 1857 statt, bis sie aus Geldmangel eingestellt wurden. Der Ausstellungsort war nicht ideal, 1829 standen die Besucher knöcheltief im Wasser und büßten zahlreiche Schuhe ein. 1862 wurde eine Ausstellung in dem neu angelegten Garten in Kensington, London, veranstaltet, sie fuhr aber große Verluste ein. Seit 1888 fand die Ausstellung im Inner Temple in der City statt, die Anwälte beklagten sich aber zunehmend über die Lärm- und Geruchsbelästigung, und die letzte Veranstaltung fand 1911 statt.
1912 führte die RHS keine eigene Gartenschau durch, sondern beteiligte sich an einer internationalen Gartenschau mit elf Hektar Ausstellungsfläche im Royal Hospital in Chelsea, das verkehrsgünstig gelegen war und viel Platz bot.
Die RHS pachtete hier vier Hektar Rasenfläche und am 20. Mai 1913 wurde die erste Chelsea Flower Show 1913 von Königin Alexandra unter dem Namen "RHS Great Spring Flower Show" eröffnet. 240 Aussteller waren beteiligt. Von Anfang an gab es ein Zelt mit Pflanzen und Gemüse, das 1951 von der "Grand Marquee" abgelöst wurde. Die meisten Aussteller hatten ebenfalls Zelte errichtet. Es fand kein Direktverkauf statt. Es wurden 17 Gärten gezeigt, außerdem spielte die Royal Artillery Band auf und es wurde Tee ausgeschenkt.
Die Ausstellung fand in der Folge nahezu jährlich statt. 1915 und 1916 war das Ausmaß der Ausstellungen reduziert, 1917 und 1918 wurde sie ganz abgesagt. Auf den Ausstellungen konnte der britische Adel mit den Leistungen seiner Gärtner brillieren. Aber auch gewerbliche Gärtnereien waren vertreten, darunter McBeans Orchids, Kelways (Langport, Somerset, gegründet 1851 durch James Kelways) und Blackmore & Langdons, die noch heute in Chelsea ausstellen.
Nachdem 1914 ein Steingarten mitsamt Ziegen präsentiert worden war, wurden lebende Tiere in Schaugärten verboten. Diese Regel wurde 2002 zugunsten von Koi-Karpfen und 2012 für einen Corgi gebrochen. Als sich in dem Schaugarten der Winkfield Manor Nurseries in den 1950er Jahren Photomodelle in knappen Badeanzügen räkelten, wurde dies durch den stellvertretenden Sekretär der RHS mit Hinweis auf obige Regel unterbunden. 2015 traten allerdings in einem Gartenteich Synchronschwimmerinnen mit blumenbekrönten Badekappen auf. Grell bemalte Statuen wie Gartenzwerge dürfen ebenfalls nicht ausgestellt werden, wie auch Ballons, Girlanden oder Flaggen, da sie nach Ansicht der RHS von den ausgestellten Pflanzen oder Produkten sowie dem gesamten Aussehen der Ausstellung ablenken. Seit den 1990er Jahren sind auch Torf, Fossilien und Kalkstein aus bestimmten geologischen Formationen verboten, und es darf nur Holz mit dem FSC-Gütesiegel verwendet werden. 2022 wurde die Verwendung von Kunstrasen untersagt, da dieser die Umwelt schädigt.
Minerva Hamilton Hoyt von der California Conservation Committee des Garden Club of America stellte 1928 Kalifornische Landschaften, darunter Mammutbäume, die Mojave-Wüste und das "Tal des Todes" aus. Es enthielt das Skelett eines Büffels und ausgestopfte Kojoten. Die Pflanzen wurden anschließend in Kew Gardens gezeigt. Hoyt wurde zum Ehrenmitglied der RHS ernannt.
Von 1940 bis 1946 fanden wegen des Zweiten Weltkrieges keine Ausstellungen statt.

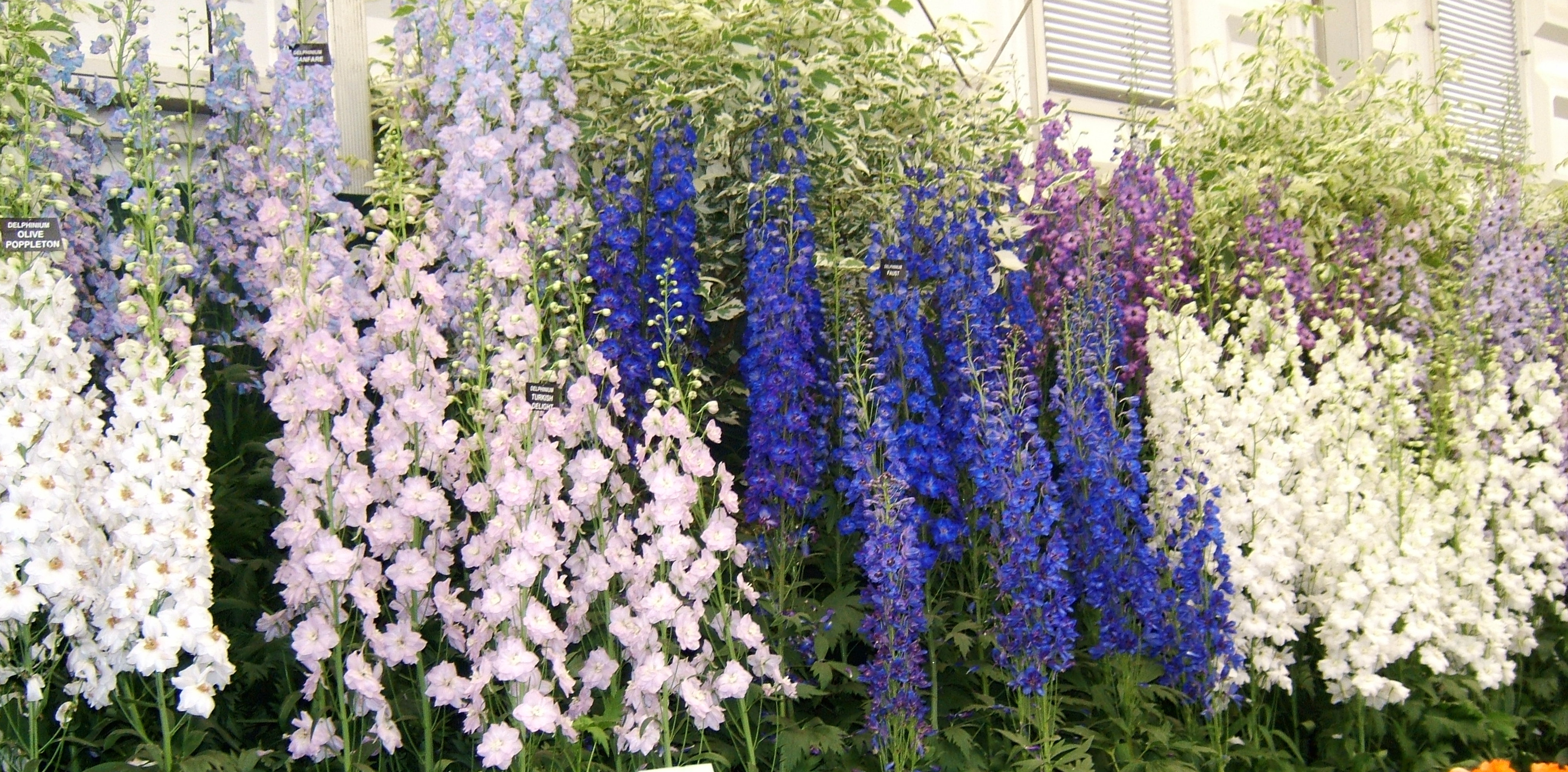
Rittersporn im Grand Pavillon 2009

Seit 1947 werden auch Schnittblumen ausgestellt, zuerst kriegsbedingt, inzwischen in einem eigenen Zelt. Es gab bisher Spezialzelte für Rosen, Orchideen, Schnittblumen, wissenschaftliche Ausstellungen und Gartendesign. Die Krönung von Königin Elisabeth II. war 1951 Anlass für zahlreiche Sonderveranstaltungen, die von vielen Mitgliedern der königlichen Familie besucht wurden. Die Grand Marquee, ein Zelt aus Segeltuch auf einer Fläche von 1,42 ha Fläche, wurde 2000 abgeschafft und durch zwei Blumenpavillons aus Plastik ersetzt, die mehr Platz und besseres Licht boten. 2005 wurde der Grand Pavillon eingeführt. Seit 2012 sind die Schaugärten mit QR-Codes versehen, die auf die Website der Royal Society verlinken. Die Gartenschau macht inzwischen große Gewinne, die satzungsgemäß für gemeinnützige Zwecke verwendet werden müssen. Sponsoren der Veranstaltung werden prominent lanciert, nach dem langjährigen Sponsor M&G Investments war dies 2022 das Newt-Hotel des südafrikanischen Investors Koos Becker in Somerset.
2020 wurde die Ausstellung wegen COVID-19 abgesagt, 2021 fand sie deswegen zum ersten Mal im Herbst statt.
Das silberne, goldene und das Platin-Jubiläum der britischen Königin wurden jeweils durch Installationen gefeiert.

## Zeitplan

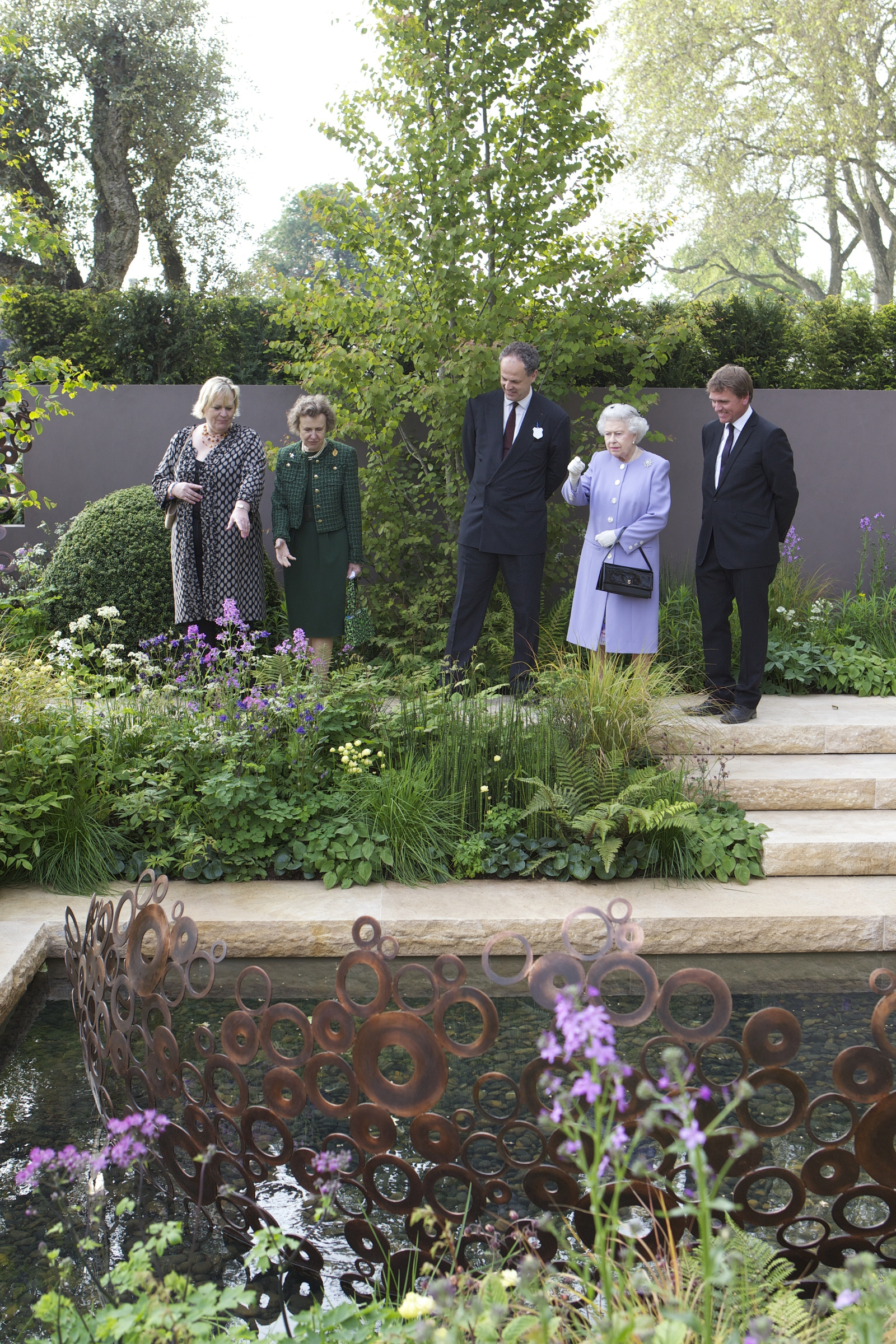
Queen Elizabeth II. (mit Sue Biggs, Director General der RHS) besichtigt Andy Sturgeons Show-Garten, 2012

Der Montag ist der Presse und dem Jet-Set vorbehalten, dies ist auch der Tag, an dem traditionell die königliche Familie die Ausstellung besucht. Königin Elisabeth war ein häufiger Gast. 2022, kurz vor ihrem Tod, besuchte sie die Chelsea Flower Show nicht zu Fuß, sondern in einem speziellen Elektrokarren mit Chauffeur. Die ersten beiden normalen Ausstellungstage, Dienstag und Mittwoch, sind den Mitgliedern der Royal Horticultural Society vorbehalten, danach sind auch andere Besucher zugelassen. Die Eintrittskarten müssen vorbestellt werden, da die Anzahl auf 161.000 Stück beschränkt ist. Kinder sind nicht zugelassen. Elisabeth II., damals noch Elizabeth Windsor, wurde 1947 allerdings bereits im Alter von 10 Jahren eingeladen und erschien mit ihrer Mutter, Elizabeth Bowes-Lyon und Schwester Margaret. Seit den 1930er Jahren wird die zunehmende Überfüllung beklagt. Samstags ab 16 Uhr können Pflanzen aus der Ausstellung und den Schaugärten gekauft werden. 2021 fand die Ausstellung wegen COVID-19 das erste Mal im Herbst statt.
Neben Gartenprodukten aller Art, z. B. Werkzeugen oder dekorativen Gartenelementen, werden Pflanzenneuheiten sowie eine wechselnde Zahl von Schaugärten präsentiert. Im Rahmen der Gartenschau beantworten Mitglieder der RHS auch Fragen zu Pflanzen, ihren Krankheiten und Schädlingen.
Seit 2012 wird die Gartenschau von der Chelsea Fringe mit Veranstaltungen und Kunstaktionen in der ganzen Stadt und im Umland begleitet.

## Schaugärten
Es gibt Schau- und Themengärten in mehreren Kategorien. Die 15 großen Schaugärten werden zurzeit auf einer Fläche von jeweils 10 × 22 m2 errichtet, sie liegen an der Main Avenue der Ausstellung. 2009 kostete ein großer Schaugarten zwischen 150.000 und 300.000 Pfund. Die Kategorie „Stadtgärten“ (Urban Gardens) wurde abgeschafft. Weitere Kategorie sind „Small Gardens“, elf „Fresh Gardens“, acht Künstlergärten und „Generation Gardens“. Die Aussteller haben 19 Tage Zeit zum Aufbau und fünf Tage für den Abbau. Schaugärten wurden zu Anfang von Gärtnereien eingerichtet, seit den 1960er Jahren wurden verstärkt Gartendesigner eingesetzt, und heute sind wegen der hohen Kosten ausschließlich Gartenarchitekten im Auftrag eines Sponsors tätig. Dabei sind Männer deutlich überrepräsentiert.
Eine weitere Kategorie sind kleine Gärten, hier sind die Kosten - und das Prestige - geringer, sodass hier mehr junge Gartenarchitekten vertreten sind.
2021 wurde die Kategorie "Zimmerpflanzen", 2022 "Balcony and Container Gardens" eingeführt.

## Auszeichnungen
Es gibt Auszeichnungen in verschiedenen Ehrenkategorien, diese werden Dienstag morgens als Medaillen in Gold, vergoldetes Silber (silver-gilt), Silber und Bronze verliehen. Daneben gibt es einen Publikumspreis und einen Preis für den besten Garten der Ausstellung (Best in Show). 2011 wurde die Preisvergabe für die Schaugärten stark kritisiert, daher lud die RHS im selben Jahr ein Forum von Preisrichtern, Journalisten, Sponsoren und Gartengestaltern ein, die Vergabekriterien zu diskutieren. Bob Sweet wurde zum „RHS-Shows judging manager“ ernannt, und die ehrenamtlichen Preisrichter sollen in Zukunft akkreditiert werden. Vorher weitgehend geheim, werden seit 2012 die Namen der Preisrichter in dem Ausstellungskatalog aufgeführt. Außerdem dürfen die Preisrichter nicht mehr selber ausstellen. Es gibt auch einen Publikumspreis.
- 2012 „Arthritis Research UK Garden“ von Thomas Hoblyn.[26]

### Best in Show
- 1913: James Wood aus Boston Spa, Yorkshire Rock Garden (einzige Goldmedaille)[17]
- 1990er Jahre: Roger Platts (2×)
- 2000: Piet Oudolf und Arne Maynard
- 2006: Tom Stuart-Smith, Daily Telegraph Garden[27]
- 2008: Tom Stuart-Smith, Laurent-Perrier Garden. Sponsor: Crocus[28]
- 2012: Clive West
- 2013: Philip Johnson (Melbourne), zum ersten Mal auf der Ausstellung präsent, mit dem Trailfinder's Australian Garden (Nachhaltigkeitsgarten der „Fleming's nurseries“)[29]
- 2015: Chatsworth Garden von Dan Pearson
- 2022: Lulu Urquhart und Adam Hunt, A Rewilding Britain Landscape, Sponsor: Rewilding Britain.[30]

### Goldmedaillen
1913
- James Wood aus Boston Spa, Yorkshire Rock Garden (einzige Goldmedaille)[17]

1937
- Sylvia Crowe (1901–1997) and Cutbush Nurseries, Steingarten mit Teich und Wasserfall[31]

2002
- Mary Reynolds für Tearmann sí - A Celtic Sanctuary

2005
- Christopher Bradley-Hole, Steven Swatton, „In the Grove“. Sponsor Scheich Zayid bin Sultan Al Nahyan, Kategorie Show Garden

2007:
- Andy Sturgeon, The Outdoor Room, Sponsor Cancer Research uK, Kategorie Show Garden

2008:
- Phillip Nixon, Landform Consultants Ltd, The Savills Garden, Sponsor Savills plc, Kategorie Show Garden

2013 (zehn Goldmedaillen):
- Michael Balson, Marie-Louise Agius, The East Village Garden. Der Garten gestaltet das Olympische Dorf in East Village (E20) nach
- Chris Beardshaw, Arthritis Research UK
- Christopher Bradley-Hole, The Telegraph Garden
- Nigel Dunnett und The Landscape Agency RBC Blue Water Roof Garden
- Adam Frost, The Homebase Garden 'Sowing the seeds of change'
- Kate Gould, The Wasteland (self-sponsored)
- Philip Johnson (Melbourne), Trailfinder's Australian Garden, „Fleming's nurseries“
- Robert Myers, Brewin Dolphin Garden
- Ulf Nordfjell, The Laurent Perrier Garden
- Roger Platts, THE M&G Cententenary Garden – 'Windows through time', M&G investments

2014 (sechs Goldmedaillen)
2015 (Sieben Goldmedaillen)
2022 (sechs Goldmedaillen), u. a.:
- Chris Beardshaw (13. Goldmedaille), The RNLI Garden
- Sarah Eberle (19. Goldmedaille), Building the Future. Best Construction, Sponsor: Medite Smartply
- Thomas Hoblyn
- Joe Perkins, The Meta-Garden, Growing the Future (Pilze)
- Andy Sturgeon (9. Medaille), The mind Garden, Sponsor: Crocus
- Lulu Urquhart und Adam Hunt, Sponsor: Rewilding Britain
- Ruth Willmott, the Morris & Co. Garden[33]. Nach der Ausstellung wird der Garten im Packington Estate in Islington wiederaufgebaut werden.

### Pflanze des Jahres
2010 wurde die Auszeichnung „Pflanze des Jahres“ eingeführt. Bisherige Preisträger:
- 2010 zweifarbig blaue Drehfrucht „Harlequin Blue“ von Lynne Dibley, Dibbley Nurseries
- 2011 Anemone „Wild Swan“, von Elizabeth MacGregor in Kirkcudbright aus Anemone rupicola und anderen Arten gezüchtet
- 2012 gelblich-rosa Fingerhut „Illumination Pink“ von Thompson & Morgan.
- 2013 Mahonia eurybrachteata subsp. ganpinensis „Soft caress“[29]
- 2014 Hydrangea macrophylla „Miss Saori“ („H20-2“)[34]
- 2015 Viburnum plicatum f. tomentosum „Kilimanjaro Sunrise“ („Jww5“)[35]
- 2016 Clematis chiisanensis „Amber“[36]

2013 sollten die populärsten Gartenschaupflanzen der letzten 100 Jahre ermittelt werden, dafür wählten Amateurgärtner für jedes Jahrzehnt der Gartenschau eine Pflanze aus, die auf der Website der Society zur Wahl steht.

## Pflanzen
Einige Pflanzen wurden nach der Gartenausstellung benannt, wie die blassrosa Wicke „Chelsea Centenary“ aus Neuseeland von Mr Fothergills und die cremefarbene einfache Klematis „Chelsea“ von Raymond Evison.

## Bedeutung
Im Vereinigten Königreich gilt die Chelsea Flower Show als die bedeutendste Gartenschau und ist ein gesellschaftliches Ereignis. Traditionell kennzeichnete sie den Beginn der Londoner Saison. Traditionell besuchte Queen Elizabeth II. am Eröffnungstag (Dienstag) in Begleitung des Präsidenten der RHS und weiterer Mitglieder der königlichen Familie die Ausstellung. Die BBC berichtet gewöhnlich täglich zweimal mit Sondersendungen von der Gartenschau. Die Eintrittskarte kostete 2013 55 Pfund. Der Journalist John Vidal nannte die Ausstellung „Natur für die 1 %“. Obwohl in den 2020er Jahren versucht wurde, inklusiver zu werden und auch nicht-weiße Designer und Moderatoren zu beschäftigen, ist die Show nach Tayshan Hayden Smith, einem Grenfell-Aktivisten aus dem sozialen Brennpunkt North Kensington, nichts für Mitglieder der Unterschicht, obwohl er 2022 eingeladen wurde, einen Garten zu gestalten, der die Mangrove Nine in Notting Hill zum Thema hat. Er gewann eine Silver-gilt-Medaille, also einen Preis der 2. Klasse.
Die Ausstellungen im Rahmen dieser Gartenschau sind auch von internationaler Bedeutung. Schaugärten wurden von verschiedenen Ländern des Commonwealth und ausländischen Herrschern (Zayid bin Sultan Al Nahyan, Emir von Abu Dhabi und Präsident der Vereinigten Arabischen Emirate, gestaltet von Christopher Bradley-Hole, 2005) und internationalen Modehäusern (Yves Saint Laurent 1997, Marrakech Garden; Chanel, 1998) gesponsert. Zahlreiche Länder des Commonwealth stellen Pflanzen und Gärten aus, 2013 gewann zum ersten Mal ein australischer Garten den ersten Preis. Gestalter aus Ländern außerhalb des ehemaligen Britischen Empire nehmen allerdings nur selten teil. Seit 2004 stellt die französische Firma Cayeux in Chelsea ihre Bart-Irisse aus.
Auch viele britische Gestalter, wie zum Beispiel Dan Pearson, lehnen das Format der Ausstellung mit den extrem teuren, künstlichen und nicht nachhaltigen Schaugärten ab, die nur fünf Tage lang zu sehen sind. Die Pflanzen werden mit vielerlei Tricks dazu gebracht, „rechtzeitig“ zu blühen, bis hin zum Einsatz von Föhnen und gekühlten Gewächshäusern. Sie werden extrem dicht gepflanzt, was in der Realität ihrem Gedeihen abträglich wäre, obwohl gärtnerisches Wissen Teil der Bewertungskriterien ist.
Große Zeitungen, als erstes die Times (1959, „Garden of Tomorrow“ mit ferngesteuerten Rasenmähern), später auch der Daily Telegraph), Fernsehsender sowie die Industrieorganisationen (so die „Cement and Concrete Organisation“ der Prince of Wales (Persian Carpet Garden) und Harry of Wales (Lesotho-Garten mit der Hilfsorganisation Sentebale, Designer Jinny Bloom) finanzierten Ausstellungen. Nur gelegentlich werden Schaugärten nach der Ausstellung an anderen Orten wieder aufgebaut; manchmal werden Pflanzen und einzelne Elemente wiederverwertet.
2015 stellte die RHS einen der Schaugarten an dem Hauptweg dem Gewinner einer BBC-Sendereihe ("Great Chelsea Garden Challenge") zur Verfügung. Diese populistische Maßnahme wurde vielfach kritisiert, aber die Königin und Prinz Charles mit Gattin besuchte den von dem Krankenpfleger Sean Murray aus Ashington gestalteten Garten.
Die RHS schätzte 2013, dass die Blumenschau direkt und indirekt einen Umsatz von 200 Millionen Pfund erwirtschaftet.

## Trivia
- Der teuerste Garten wurde 1998 von Chanel gesponsert, er enthielt eine Kopie der Venus Medici aus 24 karätigem Gold.
- James May legte 2008 einen Garten aus Knetmasse an, er erhielt dafür einen speziellen Knetgummipreis.[13]
- Die Grand Marquee war eine Zeit lang das größte Zelt der Welt, es bestand aus 512 Segeltuchstreifen und hatte ein Gewicht von 65 t. Der Aufbau dauerte 20 Tage.[21] Nachdem es 2000 erneuert werden musste, wurde das Segeltuch zu 7000 Taschen und Schürzen verarbeitet.[13]
- Der von Laurie Chetwood und Patrick Collins entworfene B&Q-Tower war mit 9 m das bisher höchste in Chelsea ausgestellte Gartengebäude.[47] Er war ausschließlich mit essbaren Pflanzen und Sonnenzellen ausgestattet und gewann 2011 eine Goldmedaille.
- Die Firma Hillier gewann mit bisher 67 Goldmedaillen in Folge die meisten Auszeichnungen.
- Dan Pearson erhielt 2004 nur eine vergoldete Silbermedaille (2. Preis) für seinen Ausstellungsgarten, weil dieser zu viel wiederverwendetes Material enthielt.[41] Danach blieb Pearson der Ausstellung elf Jahre lang fern.